# 신도박
신도 박(申屠博, ? ~ ?)은 전한 말기의 관료로, 자는 차손(次孫)이며, 우부풍 무릉현(茂陵縣) 사람이다.

## 행적
건평 4년(기원전 3년), 광록대부에서 경조윤으로 전임되었다.
원수 원년(기원전 2년), 집금오로 전임되었으나, 이듬해에 면직되었다.

## 출전
- 반고, 《한서》 권19하 백관공경표 下

| 전임 무장륭 | 전한의 경조윤 기원전 3년 ~ 기원전 2년 | 후임 적맹 |

| 전임 무장륭 | 전한의 집금오 기원전 2년 ~ 기원전 1년 | 후임 한용 |